# Opowieści Hoffmanna
Opowieści Hoffmanna (fr. Les Contes d’Hoffmann) – opera z muzyką Jacques’a Offenbacha, do libretta Jules’a Barbiera i Michela Carrégo opartego na opowiadaniach E.T.A. Hoffmanna. Szczytowe osiągnięcie w twórczości kompozytora znanego dzięki kilkudziesięciu stworzonym przez niego operetkom. Opera została skomponowana przez Offenbacha pod koniec życia i wystawiona dopiero po jego śmierci, w 1881 roku.

## Osoby
- Hoffmann – tenor
- Muza – mezzosopran
- Niclausse – mezzosopran (partia travesti)
- Olimpia, Antonia, Giulietta, Stella – sopran
- Lindorf, Coppelius, Doktor Miracle, Dapertutto – bas
- Andrès, Cochenille, Frantz, Piticchinaccio – tenor

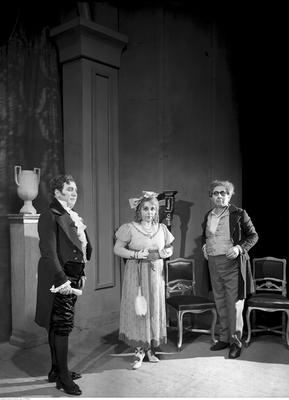
Opowieści Hoffmanna w Teatrze Słowackiego w Krakowie. 1934 r. Na scenie m.in. Ada Sari.

- Spalanzani – tenor
- Crespel – bas
- Głos Matki – alt
- Schlemil – baryton
- Hermann – baryton
- Nathanaël – tenor
- Luther – bas

## Treść

### Prolog
W Norymberdze, w winiarni Lutra, zjawia się zakochany poeta Hoffmann. Piękna śpiewaczka Stella odwzajemnia obecnie jego uczucie, chociaż kiedyś je odrzuciła. Wysłała nawet do niego list, ale przejął go radca Lindorf – rywal Hoffmanna. Poeta podczas biesiady opowiada zgromadzonym historie swoich poprzednich miłości.

### Akt I (Olimpia)
Po raz pierwszy Hoffmann zakochuje się w Olimpii – córce fizyka Spalanzaniego. Jest pod jej wrażeniem, ponieważ patrzy na nią przez zaczarowane okulary, które mu sprzedał współpracownik Spalanzaniego – magik Coppelius. Nie wie, że Olimpia to tylko lalka – automat. Spalanzani oszukuje Coppeliusa, spłacając go bezwartościowym wekslem, za co ten mści się, niszcząc manekina. Dopiero wtedy wydrwiony przez świadków zdarzenia Hoffmann dowiaduje się o swojej naiwności.

### Akt II (Antonia)
Druga miłość Hoffmanna to córka muzyka Crespela, młoda śpiewaczka Antonia. Nadmierny wysiłek związany ze śpiewem zagraża jej życiu, ulega więc namowom Hoffmanna i decyduje się porzucić sztukę. Demoniczny doktor Miracle, który wcześniej doprowadził do śmierci matkę Antonii, również śpiewaczkę, ożywia zaklęciem portret zmarłej. Nakazuje ona córce pozostać wierną muzyce, a Antonia poddaje się jej woli i umiera.

### Akt III (Giulietta)
Akt rozpoczyna duet Nicklausse’y mezzosopran i Giulietty sopran – barkarola Belle nuit, ô nuit d’amour ((pol.) Piękna noc, o nocy miłości). Trzecia miłość Hoffmanna, Giulietta, jest piękną wenecką kurtyzaną manipulowaną przez złowrogiego Dapertutta. Kochankowie Giulietty są jego ofiarami; ostatnią z nich był Schlemil, który stracił swój cień. Tym razem Hoffman ma zostać ograbiony z lustrzanego odbicia. Pomiędzy nim a Schlemilem wywiązuje się pojedynek, w którym poeta zabija przeciwnika szpadą podaną przez usłużnego Dapertutta. Zdobywa w ten sposób klucz do buduaru Giulietty, jednak gdy się tam dostaje, traci lustrzane odbicie, a zamiast zdobyć Giuliettę, widzi ją odpływającą gondolą w towarzystwie nowego wielbiciela Piticchinaccia.

### Epilog
Zebrani biesiadnicy siedzą w milczeniu, panuje nastrój smutku i niewiary w szczęście. Hoffmann zaczyna pić do utraty przytomności. W tym czasie radca Lindorf sprowadza do winiarni Stellę, w celu skompromitowania poety w jej oczach.

## Historia utworu
W 1851 roku paryski Théâtre de l’Odéon wystawił sztukę Jules’a Barbiera i Michela Carré Opowieści Hoffmanna, opartą na trzech opowiadaniach cieszącego się we Francji popularnością E.T.A. Hoffmanna. Zostały one połączone w całość przez splecenie z wątkami zaczerpniętymi z życiorysu autora. Oparte na sztuce libretto operowe powstało dla kompozytora Hectora Salomona, jednak stworzone przez niego dzieło nie dostało się na scenę z powodu sporów prawnych. W 1873 librettem zainteresował się Offenbach. Początkowo partia Hoffmanna miała być barytonowa, przeznaczano ją dla Jacques’a Bouhy’ego, pierwszego wykonawcy roli Escamilla w Carmen Georges’a Bizeta; partie Stelli, Olimpii, Antonii i Giulietty miała wykonywać Marie Heilbronn, belgijski sopran lirico-spinto.
W 1879 Offenbach przedstawił fragmenty utworu dyrektorom kilku oper. Leon Carvalho, dyrektor paryskiej Opéra-Comique, która miała pierwsza wystawić dzieło, zażądał zmian: partia Hoffmanna miała przypaść tenorowi Jean-Alexandre Talazacowi, a partie czterech ukochanych protagonisty sopranowi koloraturowemu Adeli Isaac. Konieczność przeróbek przedłużyła pracę kompozytora i doprowadziła do powstania różnych wariantów dzieła.
11 września 1880 w Opéra-Comique rozpoczęto próby Opowieści Hoffmanna, 5 października zaś Offenbach zmarł. Instrumentację
niedokończonego dzieła powierzono Ernestowi Guiraudowi, Carvalho opracował zaś skróty konieczne wobec braków w partyturze III aktu. 10 lutego 1881 odbyła się prapremiera opery w wersji bez aktu weneckiego, którego ocalałe fragmenty włączono w innych miejscach. Mimo tych usterek Opowieści Hoffmanna odniosły sukces i stały się przedmiotem zainteresowania innych scen.
W grudniu 1881 odbyła się premiera wiedeńska opery w nowym opracowaniu Guirarda. W czasie drugiego przedstawienia w teatrze wybuchł pożar, w którym zginęło kilkaset osób. Rok później Opowieści Hoffmanna wystawiono w Hamburgu, prawdopodobnie po raz pierwszy w wersji trzyaktowej. W 1882 operę wystawiono w Genewie, Budapeszcie, Hamburgu, Nowym Jorku i Meksyku; w 1884 w Berlinie i Lwowie; w 1887 w Brukseli. W 1887, w czasie pożaru Opéra-Comique spłonęły rękopisy partii orkiestrowych wykorzystanych w czasie prapremiery. W 1904 w Monte Carlo Raoul Gunsbourg sporządził nową edycję utworu w instrumentacji André Blocha; w partyturze znalazły się wstawki autorstwa Gunsbourga. Kolejne wydanie Opowieści Hoffmanna ukazało się nakładem wydawnictwa Choudens w 1907; także w nim znajdują się dodane przez Gunsbourga fragmenty. W tej wersji wystawiono operę w Londynie (1907 i 1910), w paryskiej Opéra-Comique w kolejnych inscenizacjach z lat 1911–1939, 1948–1965 i 1965–1970, w Wiedniu (1930 i 1936).
Ze względu na braki aktu weneckiego zmieniano kolejność aktów II i III, by najpiękniejszy umieścić na końcu. Burzyło to jednak konstrukcje dramatyczną utworu, w którym kolejność miłości Hoffmanna odpowiada kolejom jego życia od naiwnej młodości (Olimpia), przez dojrzałość (Antonia) do upadku (Giulietta). W 1972 dyrygent Richard Bonynge opracował nową wersję Opowieści Hoffmanna, korzystając z oryginalnego dramatu Barbiera i Carré oraz przywracając właściwą kolejność aktów. Powstało dzięki temu nagranie z Plácido Domingo w partii Hoffmanna i Joan Sutherland w partiach jego ukochanych. W 1976 ukazała się kolejna edycja opery autorstwa niemieckiego muzykologa Fritza Oesera, który wykorzystał odnalezione w 1970 rękopisy Offenbacha z kolejnych etapów komponowania dzieła. W tej wersji wystawiono Opowieści Hoffmanna w Salzburgu (1980) i nagrano w 1988 (dyr. Sylvain Cambreling). W 1984 odnaleziono w archiwum Gunsbourga ocalałe z pożaru Opéra-Comique fragmenty partytury, które zostały wykreślone z wersji prapremierowej. Wykorzystując je i opierając się na egzemplarzu libretta złożonym w cenzurze przed prapremierą muzykolog Michael Kaye opracował dwie kolejne wersje opery, nagrane w 1992 (dyr. Jeffrey Tate) i 1996 (dyr. Kent Nagano). W 1993 francuski muzykolog Jean-Christophe Keck odnalazł rękopis finału III Aktu opery, spisany częściowo przez samego Offenbacha. Powstało dzięki temu nowe wydanie utworu formy Boosey and Hawkes, które posłużyło za materiał do inscenizacji w Lozannie (2003). W 2005 wydawnictwa Boosey and Hawkes i Schott wspólnie wydały edycję uwzględniającą odkrycia Kaye’a i Kecka. Mnogość wersji i wydań Opowieści Hoffmanna spowodowała, że każda niemal inscenizacja przedstawia nieco inny wariant utworu; podobnie jest z licznymi nagraniami płytowymi.
Partie czterech bohaterek Opowieści Hoffmanna – Stelli, Olimpii, Antonii i Giulietty, napisane zostały z myślą o wykonaniu ich przez jedną śpiewaczkę. W tej poczwórnej roli zasłynęły m.in. Vina Bovy, Anna Moffo, Virginia Zeani, Christiane Eda-Pierre, Joan Sutherland, Urszula Koszut, Carol Vaness, Mireille Delunsch, Edita Gruberová. Często jednak bywają one również powierzane różnym śpiewaczkom. Słynnymi wykonawcami partii Hoffmanna byli m.in. Raoul Jobin, Nicolai Gedda, Alfredo Kraus, Plácido Domingo i Neil Shicoff.